# Syndrome myéloprolifératif
Un syndrome myéloprolifératif est une maladie caractérisée par une production anormale, d'allure cancéreuse, de certains types de cellules sanguines dans la moelle osseuse.
Il s'agit d'une prolifération clonale des cellules souches et progénitrices hématopoïétiques myéloïdes qui conservent une capacité de différenciation à l'inverse des leucémies aiguës. Il peut éventuellement évoluer en leucémie aiguë myéloïde, ou encore en myélofibrose secondaire.  
La prolifération prédomine sur un secteur médullaire selon la maladie. Ainsi il existe 4 grands syndromes myéloprolifératifs :
| Chromosome Philadelphia « positif »                           | Chromosome Philadelphia « négatif » |
| ------------------------------------------------------------- | --- |
| - Lignée granuleuse pour la leucémie myéloïde chronique (LMC) | - Lignée des globules rouges pour la maladie de Vaquez - Lignée plaquettaire pour la thrombocytémie essentielle (TE) - Tissu de soutien pour la splénomégalie myéloïde (MF), aussi appelée myélofibrose primitive |

Il existe des syndromes myéloprolifératifs plus rares : 
- La leucémie chronique à éosinophiles (LCE) caractérisée par la prolifération anormale de polynucléaires éosinophiles dans le sang, la moelle osseuse et les tissus, et qui présente une absence de réarrangement PDGFRA : le gène de fusion FIP1L1-PDGFRA , 146 cas diagnostiqués en France en 2016.
- La leucémie chronique à neutrophiles (LCN) caractérisée par la prolifération anormale de polynucléaires neutrophiles dans le sang, la moelle osseuse et les tissus, et qui présente la mutation de CSF3R, d'après l'OMS seulement 200 cas environ dans le monde.
- Les mastocytoses caractérisées par la prolifération anormale de mastocytes sous l’effet d’une mutation activatrice acquise du gène CKIT (D816V).

Enfin, il existe des formes mixtes de syndromes myéloprolifératifs-syndromes myélodysplasiques : on peut citer notamment la leucémie myélomonocytaire chronique, les leucémies myéloïdes chroniques atypiques BCR-ABL négatives.